# Live in Japan (John Coltrane)
| Recensione                          | Giudizio |
| ----------------------------------- | -------- |
| AllMusic                            | [ 1 ]    |
| The Rolling Stone Jazz Record Guide | [ 2 ]    |

Live in Japan è un album live del musicista jazz statunitense John Coltrane, comprendente la registrazione dei concerti tenuti nel 1966 in Giappone dal quintetto di Coltrane, composto dalla moglie/pianista Alice, da Pharoah Sanders al sax e al clarinetto basso, dal bassista Jimmy Garrison e dal batterista Rashied Ali.
L'album è stato pubblicato in diversi formati nel corso degli anni. Nel 1973 l'album fu pubblicato su doppio LP, successivamente sempre negli anni settanta da queste registrazioni furono ricavati tre album: Concert in Japan (US 2 LP), Coltrane in Japan (Japan 3 LP) e Second Night In Japan (Japan 3 LP). (Parte del materiale venne anche riedito nel 1980 dalla MCA Records nei due album Coltrane In Tokyo Vol. 1 e Coltrane In Tokyo Vol. 2).
Infine nel 1991 la Impulse! ristampò Live in Japan in CD su due volumi: Live In Japan Vol. 1 e Live In Japan Vol. 2. Negli Stati Uniti questi due CD furono poi raggruppati per la pubblicazione in un unico box set di 4 CD.

## Il disco
Le esibizioni incise sull'album provengono dall'unica tournée in Giappone fatta da Coltrane nel luglio 1966. Il sassofonista si esibì con il suo gruppo in due arene di Tokyo, la "Shinjuku Kosei Nenkin Hall" e la "Sankei Hall", riscuotendo un notevole successo di pubblico.
A questo punto della sua carriera, Coltrane era fortemente immerso nello sperimentalismo più avant-garde che si potesse associare ad uno stile di jazz. Sanders, che era un innovatore e pioniere del free jazz, influenzò fortemente il modo di suonare di Coltrane.
Le canzoni presenti sull'album sono notevoli per quanto riguarda la durata (la più "breve" dura 25 minuti), per essere strutturate come delle versioni infarcite di estesi assoli "free" da parte di ogni musicista, dove in qualche caso la melodia sparisce del tutto e il tema principale del brano viene solo brevemente accennato se non ignorato del tutto (si ascolti a proposito la torrenziale versione di quasi 1 ora di durata dello standard My Favorite Things presente sull'album).

## Tracce
- Testi e musiche di John Coltrane, eccetto dove indicato.
- Registrato alla Shinjuku Kosei Nenkin Hall l'11 luglio 1966 (dischi 1 & 2) e alla Sankei Hall il 22 luglio 1966 (dischi 3 & 4).

Lato 1
1. Afro Blue (Mongo Santamaría) - 38:49
2. Peace on Earth - 26:25

Lato 2
1. Crescent - 54:33

Lato 3
1. Peace on Earth - 25:05 Pubblicata in precedenza in Concert in Japan
2. Leo - 44:49 Pubblicata in precedenza in Concert in Japan

Lato 4
1. My Favorite Things (Richard Rodgers / Oscar Hammerstein II) - 57:19

## Formazione
- John Coltrane - sassofono soprano, sassofono alto e tenore, clarinetto basso, percussioni
- Alice Coltrane - pianoforte
- Pharoah Sanders - sassofono alto e tenore, clarinetto basso, percussioni
- Jimmy Garrison - contrabbasso
- Rashied Ali - batteria